# هيلين سكوت (ممثلة)
هيلين سكوت (بالإنجليزية: Helen Scott)‏ هي ممثلة أسترالية، ولدت في 1949 في أستراليا.

## أعمال

### مسلسلات
- أكنتري براكتيس

## وصلات خارجية
- هيلين سكوت على موقع IMDb (الإنجليزية)
- هيلين سكوت على موقع قاعدة بيانات الفيلم (الإنجليزية)